# Lista de vereadores de Pirapozinho
Esta é a lista de vereadores de Pirapozinho, município brasileiro do estado de São Paulo.
A câmara municipal de Pirapozinho é composta por 11 vereadores.
Criada em 1949, tem sua sede situada à Rua Joaquim Divino Pantarotto, nº 241, no centro da cidade.

## 18ª Legislatura (2021–2024)
Estes são os vereadores eleitos nas eleições de 15 de novembro de 2020, pelo período de 1° de janeiro de 2021 a 31 de dezembro de 2024:
|    | Nome                                                                                  | Partido                                    | Votos | %    | Observações |
| -- | ------------------------------------------------------------------------------------- | ------------------------------------------ | ----- | ---- | ----------- |
| 1  | Odilo Antônio da Silva, Odilo da Prefeitura (Pirapozinho, 02.01.1961–)                | Partido Trabalhista Brasileiro (PTB)       | 730   | 4,98 | 2º mandato  |
| 2  | Dr. Marlon Campos de Souza (Presidente Prudente, 25.04.1980–)                         | CIDADANIA                                  | 618   | 4,21 | 1º mandato  |
| 3  | Lucas Fernando Vitale (2023-2024) (Presidente Prudente, 07.03.1969–)                  | Partido Socialista Brasileiro (PSB)        | 456   | 3,11 | 1º mandato  |
| 4  | Claudinei Dinello (Pirapozinho, 15.06.1961–)                                          | Podemos (PODE)                             | 411   | 2,80 | 6º mandato  |
| 5  | Jurandir Aparecido de Lima (Mirante do Paranapanema, 21.02.1974–)                     | União Brasil (UNIÃO)                       | 390   | 2,66 | 5º mandato  |
| 6  | Érika Carolina Dias, Érika do de (São Paulo, 17.02.1989–)                             | Progressistas (PP)                         | 334   | 2,28 | 1º mandato  |
| 7  | Dulcemara Lúcio, Mara Enfermeira (2021-2022) (Pirapozinho, 05.12.1962–)               | Partido Republicano da Ordem Social (PROS) | 333   | 2,27 | 2º mandato  |
| 8  | Alex de Oliveira Querubino, Alex Querubino Badalin (Presidente Prudente, 29.04.1989–) | Partido Republicano da Ordem Social (PROS) | 273   | 1,86 | 1º mandato  |
| 9  | Maria Aparecida Alves da Silva, Cida da Psiquiatria (Pirapozinho, 23.05.1972–)        | CIDADANIA                                  | 262   | 1,79 | 2º mandato  |
| 10 | Débora Rodrigues de Sant'Anna Lima, Débora Enfermeira (São Paulo, 28.05.1980–)        | Progressistas (PP)                         | 251   | 1,71 | 1º mandato  |
| 11 | Elizeu Zanini, Elizeu do Turco (Presidente Prudente, 10.05.1978–)                     | Movimento Democrático Brasileiro (MDB)     | 222   | 1,51 | 2º mandato  |

## 17ª Legislatura (2017–2020)
Estes são os vereadores eleitos nas eleições de 2 de outubro de 2016, pelo período de 1° de janeiro de 2017 a 31 de dezembro de 2020:
|    | Nome                                                                             | Partido                                        | Votos | %    | Observações |
| -- | -------------------------------------------------------------------------------- | ---------------------------------------------- | ----- | ---- | ----------- |
| 1  | Maria Aparecida Alves da Silva, Cida da Psiquiatria (Pirapozinho, 23.05.1972–)   | Partido Popular Socialista (PPS)               | 1.061 | 7,24 | 1º mandato  |
| 2  | Lucas Padovan dos Santos Pavani (2017-2018) (Presidente Prudente, 21.11.1985–)   | Partido Social Liberal (PSL)                   | 948   | 6,47 | 2º mandato  |
| 3  | Odilo Antônio da Silva (Pirapozinho, 02.01.1961–)                                | Partido Trabalhista Brasileiro (PTB)           | 780   | 5,32 | 1º mandato  |
| 4  | Elizeu Zanini, Elizeu do Turco (Presidente Prudente, 10.05.1978–)                | Democratas (DEM)                               | 584   | 3,98 | 1º mandato  |
| 5  | Claudinei Dinello (Pirapozinho, 15.06.1961–)                                     | Partido da Social Democracia Brasileira (PSDB) | 514   | 3,51 | 5º mandato  |
| 6  | José Maria Berbert (Nova Friburgo, 02.07.1948–)                                  | Partido da Social Democracia Brasileira (PSDB) | 491   | 3,35 | 4º mandato  |
| 7  | Dulcemara Lúcio, Mara Enfermeira (Pirapozinho, 05.12.1962–)                      | Partido Social Liberal (PSL)                   | 480   | 3,27 | 1º mandato  |
| 8  | Jurandir Aparecido de Lima, O Companheiro (Mirante do Paranapanema, 21.02.1974–) | Democratas (DEM)                               | 447   | 3,05 | 3º mandato  |
| 9  | Valter Inácio de Medeiros (Pirapozinho, 03.09.1969–)                             | Partido da República (PR)                      | 427   | 2,91 | 1º mandato  |
| 10 | Claudecir Marafon (2019-2020) (Presidente Prudente, 24.01.1972–)                 | Partido Democrático Trabalhista (PDT)          | 374   | 2,55 | 4º mandato  |
| 11 | Fábio Araújo Roque (São Simão, 25.07.1979–)                                      | Partido da República (PR)                      | 266   | 1,81 | 1º mandato  |

## 16ª Legislatura (2013–2016)
Estes são os vereadores eleitos nas eleições de 7 de outubro de 2012, pelo período de 1° de janeiro de 2013 a 31 de dezembro de 2016:
|    | Nome                                                                             | Partido                                        | Votos | %    | Observações |
| -- | -------------------------------------------------------------------------------- | ---------------------------------------------- | ----- | ---- | ----------- |
| 1  | Paulo Sérgio Ventura, Tuquinha da Farmácia (Pirapozinho, 29.10.1966–)            | Partido Social Liberal (PSL)                   | 915   | 5,88 | 1º mandato  |
| 2  | Antonio Carlos Colnago, Carlão Cocal (Pirapozinho, 03.08.1954–)                  | Partido Socialista Brasileiro (PSB)            | 744   | 4,78 | 3º mandato  |
| 3  | Lucas Padovan dos Santos Pavani (Presidente Prudente, 21.11.1985–)               | Partido Social Liberal (PSL)                   | 718   | 4,61 | 1º mandato  |
| 4  | Jurandir Aparecido de Lima, O Companheiro (Mirante do Paranapanema, 21.02.1974–) | Partido dos Trabalhadores (PT)                 | 580   | 3,73 | 2º mandato  |
| 5  | Claudinei Dinello (2013-2014) (Pirapozinho, 15.06.1961–)                         | Partido da Social Democracia Brasileira (PSDB) | 537   | 3,45 | 4º mandato  |
| 6  | David Santos (2015-2016) (Presidente Prudente, 05.01.1984–)                      | Democratas (DEM)                               | 487   | 3,13 | 2º mandato  |
| 7  | Ivan Zocante (Pirapozinho, 16.09.1956–)                                          | Partido Republicano Brasileiro (PRB)           | 458   | 2,94 | 2º mandato  |
| 8  | Claudecir Marafon (Presidente Prudente, 24.01.1972–)                             | Partido Democrático Trabalhista (PDT)          | 453   | 2,91 | 3º mandato  |
| 9  | José Maria Berbert (Nova Friburgo, 02.07.1948–)                                  | Partido da Social Democracia Brasileira (PSDB) | 406   | 2,61 | 3º mandato  |
| 10 | Mário de Melo Zito (Álvares Machado, 11.06.1964–)                                | Partido Social Democrata Cristão (PSDC)        | 297   | 1,91 | 1º mandato  |
| 11 | Cícero Alves Maia, da Rodoviária (Indiana, 02.03.1957–)                          | Partido Progressista (PP)                      | 250   | 1,61 | 1º mandato  |

## 15ª Legislatura (2009–2012)
Estes são os vereadores eleitos nas eleições de 5 de outubro de 2008, pelo período de 1° de janeiro de 2009 a 31 de dezembro de 2012:
|   | Nome                                                                             | Partido                                        | Votos | %    | Observações |
| - | -------------------------------------------------------------------------------- | ---------------------------------------------- | ----- | ---- | ----------- |
| 1 | Jeferson Henrique de Almeida, Jé (Presidente Prudente, 30.03.1977–)              | Partido Popular Socialista (PPS)               | 814   | 5,40 | 1º mandato  |
| 2 | João Cerqueira, Tubaína (São Miguel Arcanjo, 25.06.1947–)                        | Partido da Social Democracia Brasileira (PSDB) | 712   | 4,72 | 1º mandato  |
| 3 | David Santos (Presidente Prudente, 05.01.1984–)                                  | Democratas (DEM)                               | 614   | 4,07 | 1º mandato  |
| 4 | José Maria Berbert (2011-2012) (Nova Friburgo, 02.07.1948–)                      | Partido da Social Democracia Brasileira (PSDB) | 571   | 3,79 | 2º mandato  |
| 5 | Claudinei Dinello (2009-2010) (Pirapozinho, 15.06.1961–)                         | Partido da Social Democracia Brasileira (PSDB) | 501   | 3,32 | 3º mandato  |
| 6 | Jurandir Aparecido de Lima, O Companheiro (Mirante do Paranapanema, 21.02.1974–) | Partido dos Trabalhadores (PT)                 | 488   | 3,24 | 1º mandato  |
| 7 | Ivan Zocante, do Pronto Socorro (Pirapozinho, 16.09.1956–)                       | Partido Republicano Brasileiro (PRB)           | 486   | 3,22 | 1º mandato  |
| 8 | Adriano Bertasso Pereira (Presidente Prudente, 16.05.1971–)                      | Partido Verde (PV)                             | 446   | 2,96 | 1º mandato  |
| 9 | Claudecir Marafon (Presidente Prudente, 24.01.1972–)                             | Partido Democrático Trabalhista (PDT)          | 440   | 2,92 | 2º mandato  |

## 14ª Legislatura (2005–2008)
Estes são os vereadores eleitos nas eleições de 3 de outubro de 2004, pelo período de 1° de janeiro de 2005 a 31 de dezembro de 2008:
| Mesa Diretora (2007-2008)   |                       |                        |                           |
| Nome                        | Início do mandato     | Fim do mandato         | Cargo                     |
| Claudecir Marafon           | 1º de janeiro de 2007 | 31 de dezembro de 2008 | Presidente da Câmara      |
| Antônio Rodrigues de Melo   | 1º de janeiro de 2007 | 31 de dezembro de 2008 | Vice-presidente da Câmara |
| Nilson Cristovam de Almeida | 1º de janeiro de 2007 | 31 de dezembro de 2008 | 1º Secretário             |
| Claudinei Dinello           | 1º de janeiro de 2007 | 31 de dezembro de 2008 | 2º Secretário             |

|   | Nome                                                                         | Partido                                        | Votos | %    | Observações |
| - | ---------------------------------------------------------------------------- | ---------------------------------------------- | ----- | ---- | ----------- |
| 1 | Nilson Cristovam de Almeida (Muriaé, 30.03.1947–)                            | Partido Popular Socialista (PPS)               | 751   | 5,15 | 6º mandato  |
| 2 | Claudinei Dinello (Pirapozinho, 15.06.1961–)                                 | Partido da Social Democracia Brasileira (PSDB) | 621   | 4,26 | 2º mandato  |
| 3 | Vicente Pellim (2005-2006) (Piquerobi, 16.07.1945–)                          | Partido Popular Socialista (PPS)               | 538   | 3,69 | 2º mandato  |
| 4 | Waldir de Oliveira Garcia (Narandiba, 14.01.1953–)                           | Partido Trabalhista Brasileiro (PTB)           | 523   | 3,59 | 1º mandato  |
| 5 | Antônio Rodrigues de Melo (Sandovalina, 20.12.1957–)                         | Partido Trabalhista Brasileiro (PTB)           | 519   | 3,56 | 2º mandato  |
| 6 | Anatalino Adolfo da Silva, Preto (08 a 12.2006) (Rio de Contas, 02.07.1945–) | Partido Republicano Progressista (PRP)         | 423   | 2,90 | 4º mandato  |
| 7 | Frederico Braghim (Pirapozinho, 25.07.1952–)                                 | Partido da Frente Liberal (PFL)                | 380   | 2,61 | 1º mandato  |
| 8 | Matheus Abruceze (Pirapozinho, 20.04.1949–)                                  | Partido da Social Democracia Brasileira (PSDB) | 379   | 2,60 | 2º mandato  |
| 9 | Claudecir Marafon (2007-2008) (Presidente Prudente, 24.01.1972–)             | Partido Verde (PV)                             | 308   | 2,11 | 1º mandato  |

## 13ª Legislatura (2001–2004)
Estes são os vereadores eleitos nas eleições de 1º de outubro de 2000, pelo período de 1° de janeiro de 2001 a 31 de dezembro de 2004:
|    | Nome                                                                  | Partido                                            | Votos | %    | Observações |
| -- | --------------------------------------------------------------------- | -------------------------------------------------- | ----- | ---- | ----------- |
| 1  | Nilson Cristovam de Almeida (2001-2002) (Muriaé, 30.03.1947–)         | Partido Trabalhista Brasileiro (PTB)               | 523   | 3,97 | 5º mandato  |
| 2  | Regina Célia Ramos (Muriaé, 17.04.1955–)                              | Partido dos Trabalhadores (PT)                     | 381   | 2,89 | 1º mandato  |
| 3  | Antônio Rodrigues de Melo (Sandovalina, 20.12.1957–)                  | Partido Social Trabalhista (PST)                   | 312   | 2,37 | 1º mandato  |
| 4  | João Aparecido Veronezi (Pirapozinho, 02.06.1945–)                    | Partido Trabalhista Brasileiro (PTB)               | 312   | 2,37 | 1º mandato  |
| 5  | Claudinei Dinello (Pirapozinho, 15.06.1961–)                          | Partido da Social Democracia Brasileira (PSDB)     | 300   | 2,28 | 1º mandato  |
| 6  | Toshiyasu Nakagawa, Toshio (Lins, 30.07.1949–)                        | Partido Progressista Brasileiro (PPB)              | 292   | 2,22 | 2º mandato  |
| 7  | Natalício Cândido Silva, Japonês (Andradina, 28.03.1957–)             | Partido Trabalhista Brasileiro (PTB)               | 287   | 2,18 | 1º mandato  |
| 8  | José Ramos da Silva (Lins, 04.02.1944–)                               | Partido do Movimento Democrático Brasileiro (PMDB) | 283   | 2,15 | 4º mandato  |
| 9  | Waldir Videira da Silva (Pirapozinho, 15.04.1955–)                    | Partido do Movimento Democrático Brasileiro (PMDB) | 275   | 2,09 | 1º mandato  |
| 10 | José Maria Berbert, Bebeto (Nova Friburgo, 02.07.1948–)               | Partido Progressista Brasileiro (PPB)              | 265   | 2,01 | 1º mandato  |
| 11 | Aparecida do Carmo Lopes Sanfelix (Boa Esperança do Sul, 10.06.1953–) | Partido Progressista Brasileiro (PPB)              | 247   | 1,88 | 1º mandato  |
| 12 | Osvaldo Molina Ferrinho (Coronel Goulart, 09.03.1944–)                | Partido da Social Democracia Brasileira (PSDB)     | 245   | 1,86 | 2º mandato  |
| 13 | Anatalino Adolfo da Silva (Rio de Contas, 02.07.1945–)                | Partido da Social Democracia Brasileira (PSDB)     | 244   | 1,85 | 3º mandato  |
| 14 | Ronaldo David Correia (Pirapozinho, 07.08.1967–)                      | Partido Social Trabalhista (PST)                   | 213   | 1,62 | 1º mandato  |
| 15 | Moacir Escola (2003-2004) (Pirapozinho, 19.02.1951–)                  | Partido da Frente Liberal (PFL)                    | 197   | 1,50 | 2º mandato  |
| —  | José Lins de Oliveira (Pirapozinho, 16.10.1949–)                      | Partido do Movimento Democrático Brasileiro (PMDB) | 171   | 1,30 | 4º mandato  |

## 12ª Legislatura (1997–2000)
Estes são os vereadores eleitos nas eleições de 3 de outubro de 1996, pelo período de 1° de janeiro de 1997 a 31 de dezembro de 2000:
|    | Nome                                                                    | Partido                                        | Votos | %    | Observações |
| -- | ----------------------------------------------------------------------- | ---------------------------------------------- | ----- | ---- | ----------- |
| 1  | Marcos Antônio Brambilla (1997-1998) (Presidente Prudente, 18.04.1964–) | Partido da Social Democracia Brasileira (PSDB) | 785   | 6,04 | 2º mandato  |
| 2  | Dulcemara Lúcio Martins (Pirapozinho, 05.12.1962–)                      | Partido da Social Democracia Brasileira (PSDB) | 404   | 3,11 | 2º mandato  |
| 3  | Nilson Cristovam de Almeida (Muriaé, 30.03.1947–)                       | Partido Progressista Brasileiro (PPB)          | 396   | 3,05 | 4º mandato  |
| 4  | Dionísio Danieletto Filho (Avaí, 21.03.1953–)                           | Partido da Social Democracia Brasileira (PSDB) | 388   | 2,98 | 2º mandato  |
| 5  | Maurílio de Melo Zito (Pirapozinho, 10.07.1967–)                        | Partido Progressista Brasileiro (PPB)          | 381   | 2,93 | 2º mandato  |
| 6  | Antonio Carlos Colnago (Pirapozinho, 03.08.1954–)                       | Partido Progressista Brasileiro (PPB)          | 362   | 2,78 | 2º mandato  |
| 7  | Eloiza Guedes de Alencar (Presidente Bernardes, 27.08.1960–)            | Partido Progressista Brasileiro (PPB)          | 353   | 2,72 | 2º mandato  |
| 8  | Aberlino Leite dos Santos (Martinópolis, 10.01.1944–)                   | Partido Progressista Brasileiro (PPB)          | 306   | 2,35 | 1º mandato  |
| 9  | José Andrade dos Santos (Maruim, 08.04.1942–)                           | Partido da Frente Liberal (PFL)                | 303   | 2,33 | 3º mandato  |
| 10 | Luiz Antônio Dias Jorge (Presidente Prudente, 13.01.1963–)              | Partido Democrático Trabalhista (PDT)          | 297   | 2,28 | 3º mandato  |
| 11 | Orlando Padovam (Pirapozinho, 07.02.1951–)                              | Partido da Frente Liberal (PFL)                | 295   | 2,27 | 1º mandato  |
| 12 | Oswaldo Molina Ferrinho (Coronel Goulart, 09.03.1944–)                  | Partido da Social Democracia Brasileira (PSDB) | 272   | 2,09 | 1º mandato  |
| 13 | Moacir Escola (1999-2000) (Pirapozinho, 19.02.1951–)                    | Partido da Frente Liberal (PFL)                | 271   | 2,08 | 1º mandato  |
| 14 | Cezar Freitas Santos Filho (Miraí, 17.04.1935–)                         | Partido da Frente Liberal (PFL)                | 262   | 2,02 | 5º mandato  |
| 15 | Anatalino Adolfo da Silva (Rio de Contas, 02.07.1945–)                  | Partido da Social Democracia Brasileira (PSDB) | 260   | 2,00 | 2º mandato  |

## 11ª Legislatura (1993–1996)
Estes são os vereadores eleitos nas eleições de 3 de outubro de 1992, pelo período de 1° de janeiro de 1993 a 31 de dezembro de 1996:
|    | Nome                                                                   | Partido                                            | Votos | %    | Observações |
| -- | ---------------------------------------------------------------------- | -------------------------------------------------- | ----- | ---- | ----------- |
| 1  | Antonio Carlos Colnago (Pirapozinho, 03.08.1954–)                      | Partido da Reconstrução Nacional (PRN)             | 644   | 5,16 | 1º mandato  |
| 2  | Marcos Antônio Brambilla (Presidente Prudente, 18.04.1964–)            | Partido do Movimento Democrático Brasileiro (PMDB) | 437   | 3,50 | 1º mandato  |
| 3  | Nilson Cristovam de Almeida (1995-1996) (Muriaé, 30.03.1947–)          | Partido do Movimento Democrático Brasileiro (PMDB) | 436   | 3,50 | 3º mandato  |
| 4  | Toshiyasu Nakagawa (Lins, 30.07.1949–)                                 | Partido do Movimento Democrático Brasileiro (PMDB) | 352   | 2,82 | 1º mandato  |
| 5  | José Andrade dos Santos (Maruim, 08.04.1942–)                          | Partido Democrático Trabalhista (PDT)              | 320   | 2,57 | 2º mandato  |
| 6  | Manoel Faustino de Vasconcelos (Nossa Senhora das Dores, 13.08.1930–)  | Partido Democrático Trabalhista (PDT)              | 318   | 2,55 | 7º mandato  |
| 7  | Geraldo Salim Jorge                                                    | Partido Democrático Social (PDS)                   | 318   | 2,55 | 7º mandato  |
| 8  | Vicente Pellim (Piquerobi, 16.07.1945–)                                | Partido Social Democrático (PSD)                   | 292   | 2,34 | 1º mandato  |
| 9  | Matheus Abruceze (Pirapozinho, 20.04.1949–)                            | Partido do Movimento Democrático Brasileiro (PMDB) | 292   | 2,33 | 1º mandato  |
| 10 | Anatalino Adolfo da Silva (Rio de Contas, 02.07.1945–)                 | Partido da Reconstrução Nacional (PRN)             | 267   | 2,14 | 1º mandato  |
| 11 | José Ramos da Silva (Águas Belas, 04.02.1944–)                         | Partido do Movimento Democrático Brasileiro (PMDB) | 266   | 2,13 | 3º mandato  |
| 12 | José Lins de Oliveira (1993-1994) (Pirapozinho, 16.10.1949–)           | Partido do Movimento Democrático Brasileiro (PMDB) | 263   | 2,11 | 3º mandato  |
| 13 | Cezar Freitas Santos Filho (Miraí, 17.04.1935–)                        | Partido Democrático Trabalhista (PDT)              | 259   | 2,08 | 4º mandato  |
| 14 | Eloiza Guedes de Alencar Gonçalves (Presidente Bernardes, 27.08.1960–) | Partido do Movimento Democrático Brasileiro (PMDB) | 218   | 1,75 | 1º mandato  |
| 15 | Maurílio de Melo Zito (Pirapozinho, 10.07.1967–)                       | Partido do Movimento Democrático Brasileiro (PMDB) | 199   | 1,60 | 1º mandato  |

## 10ª Legislatura (1989–1992)
Estes são os vereadores eleitos nas eleições de 15 de novembro de 1989, pelo período de 1° de janeiro de 1989 a 31 de dezembro de 1992:
|    | Nome                                                                  | Partido                                            | Votos | %    | Observações |
| -- | --------------------------------------------------------------------- | -------------------------------------------------- | ----- | ---- | ----------- |
| 1  | Marcos Antônio Cavalli (1991-1992) (Pirapozinho, 15.04.1952–)         | Partido Trabalhista Brasileiro (PTB)               | 469   | 4,05 | 1º mandato  |
| 2  | Orlando Padovan (Pirapozinho, 07.02.1951–)                            | Partido da Frente Liberal (PFL)                    | 272   | 2,35 | 2º mandato  |
| 3  | João Carlos Villa (Álvares Machado, 28.10.1950–)                      | Partido Trabalhista Renovador (PTR)                | 256   | 2,21 | 1º mandato  |
| 4  | Nilson Cristovam de Almeida (Muriaé, 30.03.1947–)                     | Partido do Movimento Democrático Brasileiro (PMDB) | 236   | 2,04 | 2º mandato  |
| 5  | Manoel Faustino de Vasconcelos (Nossa Senhora das Dores, 13.08.1930–) | Partido Trabalhista Brasileiro (PTB)               | 234   | 2,02 | 6º mandato  |
| 6  | José Ikeda                                                            | Partido Trabalhista Brasileiro (PTB)               | 229   | 1,98 | 1º mandato  |
| 7  | Osvaldo Ferreira Soares (1989-1990)                                   | Partido Trabalhista Brasileiro (PTB)               | 211   | 1,82 | 6º mandato  |
| 8  | José Andrade dos Santos (Maruim, 08.04.1942–)                         | Partido do Movimento Democrático Brasileiro (PMDB) | 206   | 1,78 | 1º mandato  |
| 9  | Alcides Coutinho da Silva (Junqueirópolis, 07.07.1952–)               | Partido Trabalhista Brasileiro (PTB)               | 205   | 1,77 | 1º mandato  |
| 10 | Zaqueu Procópio Gondim (Pirapozinho, 14.01.1953–)                     | Partido Trabalhista Brasileiro (PTB)               | 203   | 1,75 | 1º mandato  |
| 11 | José Lins de Oliveira (Pirapozinho, 16.10.1949–)                      | Partido do Movimento Democrático Brasileiro (PMDB) | 190   | 1,64 | 2º mandato  |
| 12 | Geraldo Salim Jorge                                                   | Partido do Movimento Democrático Brasileiro (PMDB) | 188   | 1,63 | 6º mandato  |
| 13 | Cezar Freitas Santos Filho (Miraí, 17.04.1935–)                       | Partido Trabalhista Brasileiro (PTB)               | 186   | 1,61 | 3º mandato  |
| 14 | José Ramos da Silva (Águas Belas, 04.02.1944–)                        | Partido do Movimento Democrático Brasileiro (PMDB) | 165   | 1,43 | 2º mandato  |
| 15 | Nelson Gomes de Andrade                                               | Partido Liberal (PL)                               | 147   | 1,27 | 1º mandato  |

## 9ª Legislatura (1983–1988)
Estes são os vereadores eleitos nas eleições de 15 de novembro de 1982:
|    | Nome                                              | Partido                                            | Votos | %    | Observações |
| -- | ------------------------------------------------- | -------------------------------------------------- | ----- | ---- | ----------- |
| 1  | Carlos Roberto Antunes (1983-1985)                | Partido do Movimento Democrático Brasileiro (PMDB) | 471   | 5,34 | 1º mandato  |
| 2  | José Lins de Oliveira (Pirapozinho, 16.10.1949–)  | Partido do Movimento Democrático Brasileiro (PMDB) | 465   | 5,28 | 1º mandato  |
| 3  | Luiz Carlos Vasconcelos                           | Partido do Movimento Democrático Brasileiro (PMDB) | 428   | 4,86 | 1º mandato  |
| 4  | Gentil Zocante (1988)                             | Partido do Movimento Democrático Brasileiro (PMDB) | 319   | 3,62 | 1º mandato  |
| 5  | Geraldo Salim Jorge (1987-1988)                   | Partido Democrático Social (PDS)                   | 300   | 3,40 | 5º mandato  |
| 6  | Dejacyr Teixeira (Guaimbê, 1958–)                 | Partido do Movimento Democrático Brasileiro (PMDB) | 299   | 3,39 | 1º mandato  |
| 7  | Nilson Cristovam de Almeida (Muriaé, 30.03.1947–) | Partido Democrático Social (PDS)                   | 279   | 3,17 | 1º mandato  |
| 8  | Ademar Alves da Silva                             | Partido Democrático Social (PDS)                   | 241   | 2,73 | 3º mandato  |
| 9  | Dionísio Danieletto Filho (Avaí, 21.03.1953–)     | Partido Democrático Social (PDS)                   | 230   | 2,61 | 1º mandato  |
| 10 | Roberto Souza Soares (Pirapozinho, 10.02.1960–)   | Partido Democrático Social (PDS)                   | 228   | 2,59 | 1º mandato  |
| 11 | Armelindo Pellim                                  | Partido Democrático Social (PDS)                   | 227   | 2,58 | 2º mandato  |
| —  | José Ramos da Silva (Águas Belas, 04.02.1944–)    | Partido do Movimento Democrático Brasileiro (PMDB) |       |      | 1º mandato  |
| —  | Orlando Padovan (Pirapozinho, 07.02.1951–)        | Partido Democrático Social (PDS)                   |       |      | 1º mandato  |
| —  | Jair Álvaro Sobreiro (Pirapozinho, 14.03.1953–)   |                                                    |       |      | 1º mandato  |
| —  | João Gonçalves                                    |                                                    |       |      | 1º mandato  |

## 8ª Legislatura (1977–1982)
Estes são os vereadores eleitos nas eleições de 15 de novembro de 1976:
|    | Nome                                            | Partido                             | Votos | %    | Observações |
| -- | ----------------------------------------------- | ----------------------------------- | ----- | ---- | ----------- |
| 1  | Inácio Lonchiatti                               | Aliança Renovadora Nacional (ARENA) | 585   | 8,36 | 1º mandato  |
| 2  | Valdomiro Favaretto (1981-1983)                 | Aliança Renovadora Nacional (ARENA) | 420   | 6,00 | 2º mandato  |
| 3  | Armelindo Pellim                                | Aliança Renovadora Nacional (ARENA) | 385   | 5,50 | 1º mandato  |
| 4  | Osvaldo Ferreira Soares                         | Aliança Renovadora Nacional (ARENA) | 383   | 5,48 | 5º mandato  |
| 5  | Geraldo Salim Jorge (1977-1979)                 | Aliança Renovadora Nacional (ARENA) | 339   | 4,85 | 5º mandato  |
| 6  | Cezar Freitas Santos Filho (Miraí, 17.04.1935–) | Aliança Renovadora Nacional (ARENA) | 329   | 4,70 | 2º mandato  |
| 7  | Clair de Oliveira                               | Aliança Renovadora Nacional (ARENA) | 322   | 4,60 | 4º mandato  |
| 8  | Ademar Alves da Silva                           | Aliança Renovadora Nacional (ARENA) | 312   | 4,46 | 2º mandato  |
| 9  | José Pereira (1979-1981)                        | Aliança Renovadora Nacional (ARENA) | 293   | 4,19 | 2º mandato  |
| 10 | José Rouxinol                                   | Aliança Renovadora Nacional (ARENA) | 279   | 3,99 | 2º mandato  |
| 11 | Francisco Matias                                | Aliança Renovadora Nacional (ARENA) | 264   | 3,77 | 2º mandato  |
| —  | Diógenes Pereira Lima                           | Aliança Renovadora Nacional (ARENA) |       |      | 4º mandato  |
| —  | Valdecir Vicente Escola                         | Aliança Renovadora Nacional (ARENA) |       |      | 2º mandato  |

## 7ª Legislatura (1973–1976)
|    | Nome                                            | Partido | Votos | Observações |
| -- | ----------------------------------------------- | ------- | ----- | ----------- |
| 1  | Adilson Gil de Oliveira                         |         |       | 1º mandato  |
| 2  | Antenor Teothonio                               |         |       | 1º mandato  |
| 3  | Cezar Freitas Santos Filho (Miraí, 17.04.1935–) |         |       | 1º mandato  |
| 4  | Diógenes Pereira Lima                           |         |       | 3º mandato  |
| 5  | Francisco Mathias                               |         |       | 1º mandato  |
| 6  | João Assef                                      |         |       | 3º mandato  |
| 7  | Manoel Faustino Vasconcelos (1973-1975)         |         |       | 4º mandato  |
| 8  | Orlando Bomediano Castilho                      |         |       | 3º mandato  |
| 9  | Osvaldo Ferreira Soares (1975-1977)             |         |       | 4º mandato  |
| 10 | Valdomiro Favaretto                             |         |       | 1º mandato  |
| 11 | Vicente Pelim                                   |         |       | 1º mandato  |
| —  | Clair de Oliveira                               |         |       | 3º mandato  |
| —  | Orlando Beraldo                                 |         |       | 1º mandato  |
| —  | Ademar Alves da Silva                           |         |       | 1º mandato  |
| —  | Arlindo Gonçalves                               |         |       | 1º mandato  |

## 6ª Legislatura (1969–1972)
|    | Nome                                 | Partido | Votos | Observações |
| -- | ------------------------------------ | ------- | ----- | ----------- |
| 1  | Agenor Nakazone (Avaré, 21.07.1944–) |         |       | 1º mandato  |
| 2  | Antônio Clivatti                     |         |       | 1º mandato  |
| 3  | Bernardo dos Santos                  |         |       | 3º mandato  |
| 4  | Diógenes Pereira Lima (1969-1970)    |         |       | 2º mandato  |
| 5  | Francisco Gomes de Andrade           |         |       | 3º mandato  |
| 6  | José Pereira (1970-1971)             |         |       | 1º mandato  |
| 7  | José Rouxinol                        |         |       | 1º mandato  |
| 8  | Manoel Faustino Vasconcelos          |         |       | 3º mandato  |
| 9  | Orlando Bomediano Castilho           |         |       | 2º mandato  |
| 10 | Osvaldo Ferreira Soares (1971-1973)  |         |       | 3º mandato  |
| 11 | Valdecir Vicente Escola              |         |       | 1º mandato  |
| —  | João Assef                           |         |       | 2º mandato  |
| —  | José Ferron Pascoal                  |         |       | 3º mandato  |
| —  | Clair de Oliveira                    |         |       | 2º mandato  |

## 5ª Legislatura (1965–1969)
- Antônio Batista Daleffi
- Bernardo dos Santos (1965-1968)
- Celestino Martins Padovan
- Diógenes Pereira Lima
- Francisco Gomes de Andrade
- Geraldo Salim Jorge
- João Assef
- José Ferron Pascoal
- Manoel Faustino Vasconcelos
- Manoel Marques Silva
- Manoel Medeiros
- Orlando Bomediano Castilho
- Osório de Souza Santos (1968-1969)
- Osvaldo Ferreira Soares
- Walterley Ramelli

Suplentes
- Antônio Hipólito Duarte
- Antônio Clivati
- Altino Rodrigues Santana
- José Santana
- Miguel Pedro da Silva

## 4ª Legislatura (1961–1965)
- Abílio Augusto Cepêda (1961-1963)
- Arnaldo Ruis
- Aurélio Gonçalves dos Santos
- Clair de Oliveira
- Elias Bezerra Leite
- Elísio Pereira da Silva
- Emanuel Braga Melo
- Flausino José Barbosa
- Francelino Fernandes
- João Botelho Sena
- José Ferron Pascoal
- Manoel Marques Silva
- Mario Nakazone (1964-1965)
- Osório de Souza Santos (1963-1964)
- Osvaldo Ferreira Soares

Suplentes
- Pedro Izidoro Tomaz
- Antônio Targino Melo
- José Fernandes
- Domingos Jordão
- João Batista Cardoso
- Paulo Marinho do Nascimento
- Bernardo dos Santos
- Manoel Faustino Vasconcelos

## 3ª Legislatura (1957–1961)
- Abílio Augusto Cepêda
- Antônio Paulo de Abreu
- Arnaldo Ruis
- Aurélio Gonçalves dos Santos
- Celso Alves (1958–1959)
- Djalma Barbosa de Oliveira
- Francelino Fernandes
- Geraldo Salim Jorge (1957-1958) e (1959-1961)
- Heitor Pedro de Araújo
- Horácio Januário
- Joaquim Divino Pantarotto
- José Inácio da Silva
- José Joaquim de Araújo
- Plauto Ramos Pereira Barreto
- Roque Sevilha

Suplentes
- José Santana
- V icente de Souza Santos

## 2ª Legislatura (1953–1957)
- Alvino Francisco de Souza
- Antônio dos Santos
- Aquiles Vantini
- Belmiro Remeli
- Demétrio Antônio Pantarotto
- Elísio Pereira da Silva
- Etelvino Rosa
- Francelino Fernandes
- Francisco Daniel de Lima
- Francisco Gomes de Andrade
- João Martins Peretti (1953-1954)
- Joaquim Divino Pantarotto (1954-1955) e (1956-1957)
- José Barbosa
- José Carlos Ferraz da Silva Santos
- José Roberto Sandoval Todesco
- Manoel Marques Silva (1955-1956)
- Paulo Marinho Garcia

Suplentes
- Etelvino Rosa
- Paulo Marinho Garcia

## 1ª Legislatura (1949–1953)
- Antenor Cêpa Curi
- Aquiles Vantini
- Demétrio Antônio Pantarotto
- Francisco de Paula Barbosa Castro (1949-1950)
- Izaltino Ferraz de Almeida
- Joaquim Divino Pantarotto (1950-1953)
- Joaquim Manoel de Aguiar
- José Paulo Moreira
- Milton Macedo Andrade
- Paulo Marinho Garcia
- Prudenciano Paulo da Silva
- Waldemar dos Santos
- Walter Brow da Silva

Suplentes
- Benedito Pereira Ramos
- José Carlos da Silva Santos
- Pedro Alexandre de Oliveira
- Victor José da Silva

## Legenda
| cor  | significado          |
| Bege | Presidente da Câmara |
| Azul | Suplente             |